# Enginyeria militar

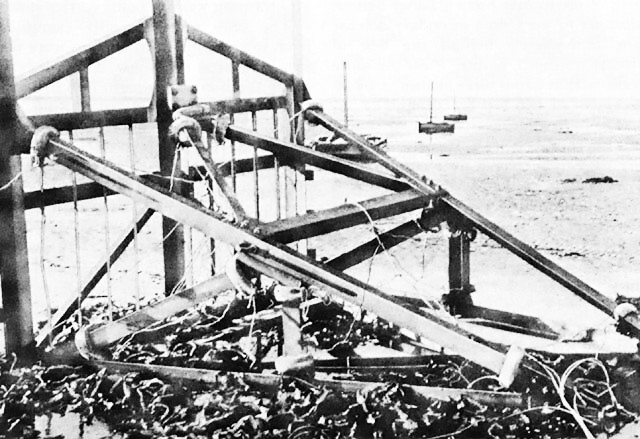
Porta belga (Desembarcament de Normandia).

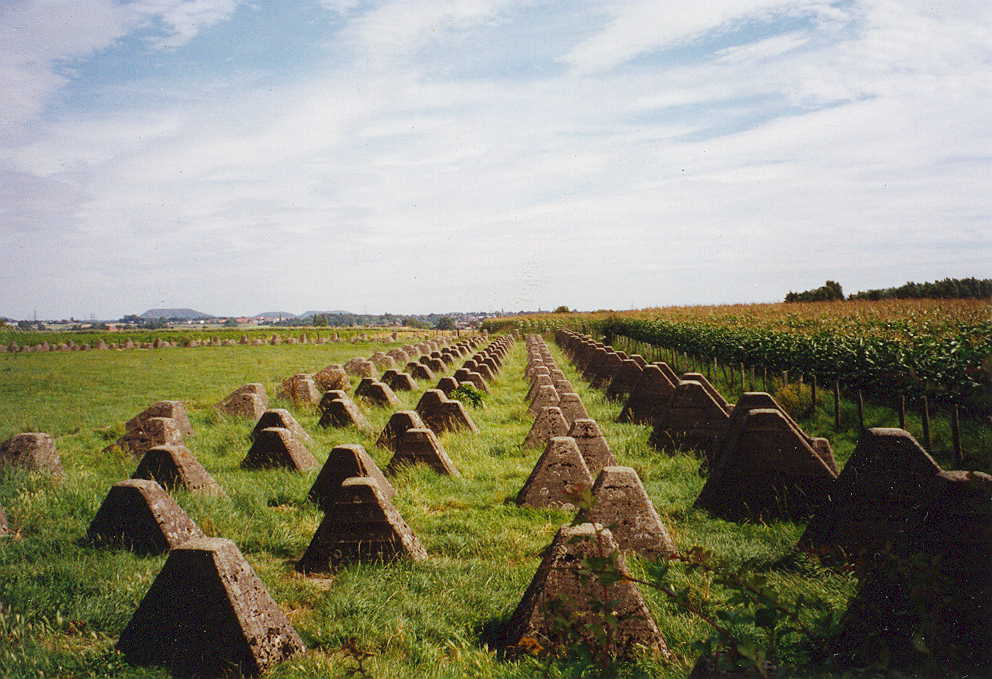
Obstacles antitancs (Línia Sigfrid)

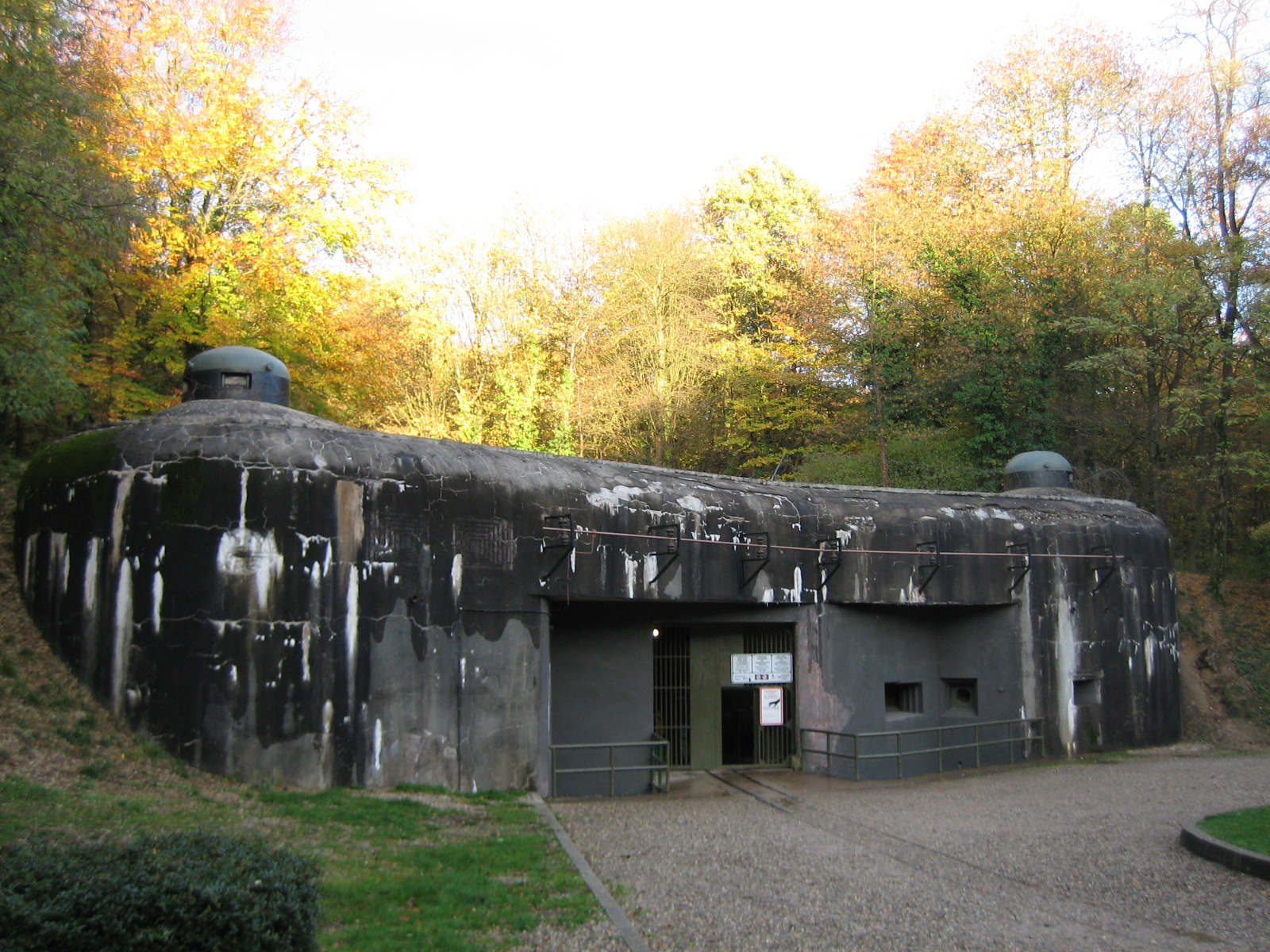
Fortificació (Línia Maginot)

L'enginyeria militar és la branca de l'enginyeria que dona suport a les activitats de combat i logística de les forces armades mitjançant un sistema MCP (Mobilitat, Contramobilitat i Protecció) amb tres tasques principals: l'enginyeria de combat o suport d'enginyer tàctic al camp de batalla, el suport estratègic mitjançant l'execució d'obres i serveis necessaris a les zones de comunicacions, i el suport auxiliar.
Els enginyers s'encarreguen de la construcció d'aeròdroms i dipòsits, la millora dels ports i les comunicacions per carretera i ferrocarril, inclosa la construcció de ponts i passarel·les i l'emmagatzematge i distribució de combustibles, el subministrament i distribució de mapes i l'eliminació de bombes i sense explotar. Augmenten el poder defensiu per mitjà de construccions o millorament d'estructures de defensa i l'estesa de camps minats. A més de les seves missions clàssiques de suport en situacions de combat a la guerra, en èpoques de pau col·labora en la solució de problemes d'infraestructura ordinària. En l'àmbit d'una unitat/cos, és aquella que té com a missions facilitar el moviment de les forces pròpies i impedir o dificultar el de l'enemic. Les tasques d'un soldat d'enginyers inclouen la construcció de camins i ponts, estesa de camps de mines o la detecció i neteja d'obstacles. En alguns exèrcits també és responsabilitat dels enginyers les comunicacions tàctiques de les seves unitats.

## Etimologia
La paraula enginyer es va utilitzar inicialment en el context de la guerra, que es remunta a l'any 1325 quan es va emprar en anglès engine'er (literalment, un que opera un enginy) es referia a un constructor d'enginys militars, en referència a la maquinària de setge.

## Història
L'enginyeria va tenir el seu origen l'any 8000 aC. amb la revolució agrícola, ja que per sobreviure van utilitzar alguns dels principis bàsics de l'enginyeria.
L'enginyer modern té el seus orígens en l'enginyer militar, que els exèrcits romans i perses van integrar en les seves estructures professionals, per operar i mantenir l'artilleria, aixecar fortificacions, construir ponts i campaments i destruir les fortificacions enemigues, i durant uns 600 anys després de la caiguda de l'imperi romà, la pràctica de l'enginyeria militar amb prou feines va evolucionar a occident, i gran part de les tècniques i pràctiques clàssiques de l'enginyeria militar romana es van perdre, i el soldat d'infanteria, fonamental per a bona part de la capacitat d'enginyeria militar romana va ser substituït en gran part per la cavalleria.
A finals de l'Edat Mitjana l'enginyeria militar va veure un ressorgiment centrat en la guerra de setge, i amb el desenvolupament de la pólvora al segle xiv, van aparèixer noves màquines de setge en forma de canons. Inicialment, els enginyers militars eren els encarregats de mantenir i operar aquestes noves armes, com havia estat el cas de les màquines de setge anteriors.
A finals del segle XVII que a França es separaren les figures d'enginyer civil, que s'enfocaria cap a l'arquitectura i l'art amb un fort coneixement de les arts gràfiques i el traçat, i l'enginyer militar, enfocat a l'enginyer tècnic amb un fort component científic i pràctic. Els enginyers militars feien tasques en funció del seu grau militar, els escalafons més baixos feien delineació i els més alts, el traçat i supervisió de les obres. Al segle xviii, els regiments d'infanteria dels exèrcits britànic, francès, prussià i altres incloïen destacaments de pioners, encarregats de la logística i especialistes en construint i reparar edificis, vagons de transport, i que es desplaçaven al capdavant de les columnes de marxa amb destrals, pales i piquets, netejant obstacles o construint ponts per habilitar el cos principal de la regiment per moure's per terrenys difícils
L'aparició del motor de combustió interna va marcar l'inici d'un canvi significatiu en l'enginyeria militar. Amb l'arribada de l'automòbil a finals del segle xix i l'aviació a principis del segle xx, els enginyers militars van assumir un nou paper important per donar suport al moviment i desplegament d'aquests sistemes en la guerra, i van adquirir amplis coneixements i experiència en explosius, sent els encarregats de col·locar bombes, mines terrestres i dinamita.
Al final de la Primera Guerra Mundial, el enfrontament al front occidental va fer que l'exèrcit imperial alemany reunís soldats experimentats i especialment hàbils per formar "equips d'assalt" que trencarien les trinxeres aliades. Amb un entrenament millorat i armes especials (com ara llançaflames), aquests equips van aconseguir cert èxit, però massa tard per canviar el resultat de la guerra.
A principis de la Segona Guerra Mundial, però, els batallons "Pioniere" de la Wehrmacht van demostrar la seva eficiència tant en atac com en defensa, inspirant una mica altres exèrcits a desenvolupar els seus propis batallons d'enginyers de combat. En particular, la batalla del Fort d'Eben-Emael a Bèlgica va ser dut a terme per enginyers de combat desplegats amb planadors de la Luftwaffe. La necessitat de derrotar les posicions defensives alemanyes del "mur atlàntic" com a part dels desembarcaments amfibis a Normandia el 1944 va portar al desenvolupament de vehicles especialitzats d'enginyers de combat. Aquests, coneguts col·lectivament com Hobart's Funnies, incloïen un vehicle específic per portar enginyers de combat, el Churchill AVRE. Aquests i altres vehicles d'assalt dedicats es van organitzar a la 79a divisió blindada especialitzada i es van desplegar durant l'operació Overlord. Altres projectes d'enginyeria militar significatius de la Segona Guerra Mundial inclouen els Port Mulberry i l'Operació Plutó.
L'enginyeria militar moderna encara conserva el paper romà de construir fortificacions de camp, pavimentar carreteres i trencar obstacles del terreny. Una tasca notable d'enginyeria militar va ser, per exemple, la ruptura del canal de Suez durant la guerra de Yom Kippur.

## Educació
Els enginyers militars poden provenir de diversos programes d'enginyeria. Poden ser llicenciats en mecànica, elèctrica, civil o enginyeria industrial.

## Subdisciplina
L'enginyeria militar moderna es pot dividir en tres tasques o camps principals: enginyeria de combat, suport estratègic i suport auxiliar. L'enginyeria de combat s'associa amb l'enginyeria al camp de batalla. Els enginyers de combat són els responsables d'augmentar la mobilitat a les primeres línies de guerra, com ara excavar trinxeres i construir instal·lacions temporals a les zones de guerra. El suport estratègic s'associa a la prestació de serveis en zones de comunicació com la construcció d'aeròdroms i la millora i millora de la comunicació de ports, carreteres i ferrocarrils. El suport auxiliar inclou el subministrament i distribució de mapes, així com l'eliminació d'ogives sense explotar. Els enginyers militars construeixen bases, aeròdroms, carreteres, ponts, ports i hospitals. Durant els temps de pau abans de la guerra moderna, els enginyers militars van prendre el paper d'enginyers civils participant en la construcció de projectes d'obres civils. Avui en dia, els enginyers militars es dediquen gairebé completament a la logística i la preparació de guerra.

## Enginyeria d'explosius
Els explosius es defineixen com qualsevol sistema que produeix gasos d'expansió ràpida en un volum determinat en una durada curta. Les ocupacions específiques d'enginyeria militar també s'estenen al camp d'explosius i demolicions i el seu ús en el camp de batalla. Els dispositius explosius s'han utilitzat al camp de batalla durant diversos segles, en nombroses operacions des del combat fins a l'eliminació de zones. Els primers desenvolupaments coneguts d'explosius es remunten a la Xina del segle x, on els xinesos se'ls atribueix l'enginyeria del primer explosiu conegut del món, la pols negra. Inicialment desenvolupat amb finalitats recreatives, la pólvora negra es va utilitzar més tard per a aplicació militar en bombes i propulsió de projectils en armes de foc. Els enginyers militars especialitzats en aquest camp formulen i dissenyen molts dispositius explosius per utilitzar-los en diferents condicions de funcionament. Aquests compostos explosius van des de la pols negra fins als explosius plàstics moderns. Aquest particular s'enumera habitualment sota el paper dels enginyers de combat que l'experiència en demolicions també inclou la detecció i eliminació de mines i IED. Per a més informació, vegeu eliminació de bombes.

## Enginyeria militar per país
Els enginyers militars són clau en totes les forces armades del món, i invariablement es troben ben integrats a l'estructura de la força, o fins i tot a les unitats de combat de les tropes nacionals.

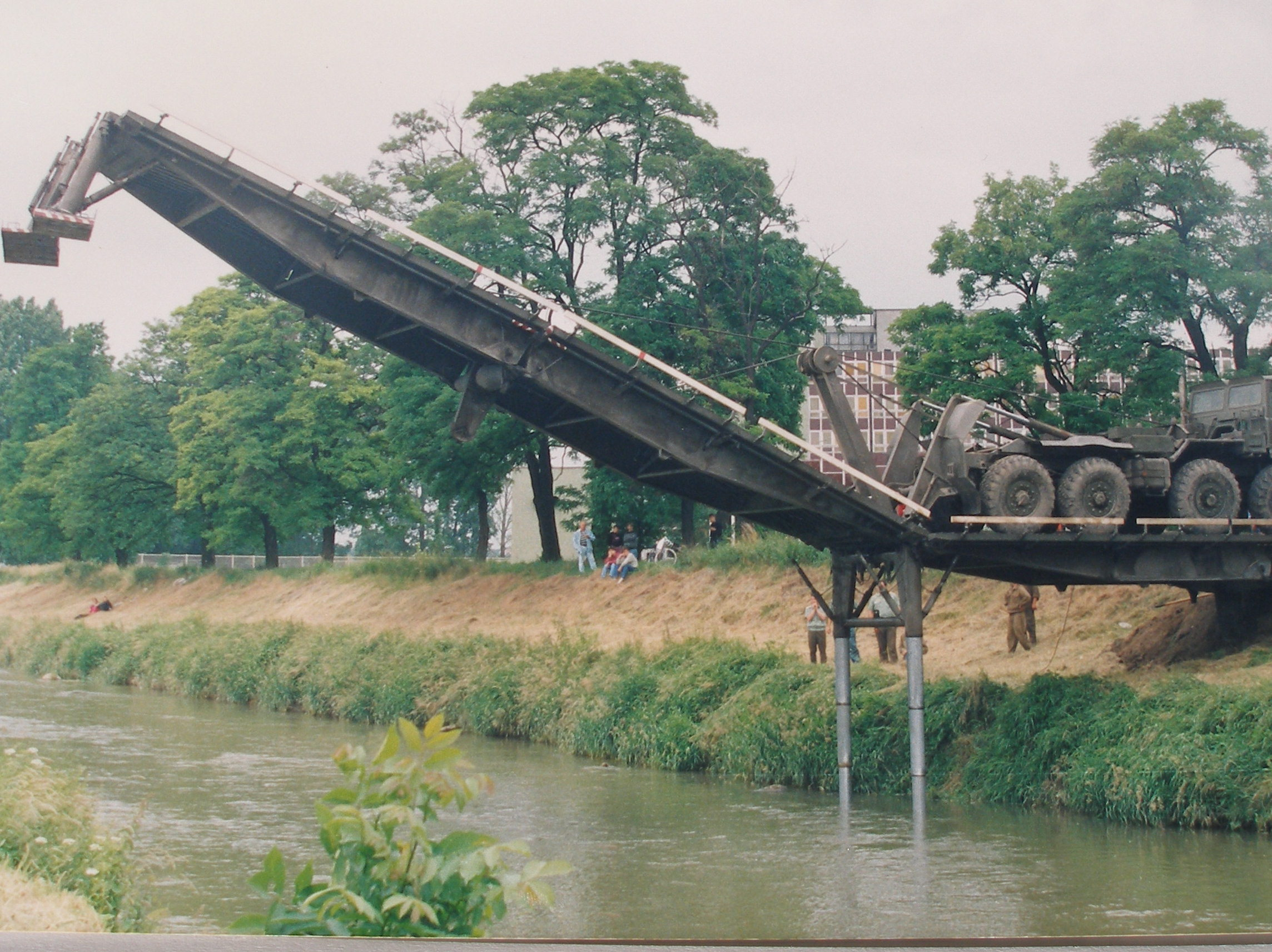
AM 50 eslovac posant un pont sobre el riu Torysa

### Brasil
Els enginyers de l'exèrcit brasiler poden formar part del Quadro de Engenheiros Militares, amb els seus membres formats o professionalitzats pel tradicional Instituto Militar de Engenharia (IME) (Institut Militar d'Enginyeria), o l'Arma de Engenharia, amb els seus membres entrenats per l'Academia Militar das Agulhas Negras (AMAN) (Acadèmia Militar Agulhas Negras).
A la Marina del Brasil, els enginyers poden ocupar el Corpo de Engenheiros da Marinha, el Quadro Complementar de Oficiais da Armada i el Quadro Complementar de Oficiais Fuzileiros Navais. Els oficials poden venir del Centro de Instrução Almirante Wandenkolk (CIAW) (Centre d'Instrucció de l'Almirall Wandenkolk) i de l'Escola Naval (EN) (Escola Naval) que, mitjançant la selecció interna de la Marina, acaben la seva graduació a la Universidade de São Paulo (USP) (Universitat de São Paulo).
El Quadro de Oficiais Engenheiros de la Força Aèria Brasilera està ocupat per enginyers professionalitzats pel Centro de Instrucção e Adaptação da Aeronáutica (CIAAR) (Centre d'Instrucció i Adaptació de la Força Aèria) i formats, o especialitzats, per l'Instituto Tecnológico de Aeronáutica (ITA) (Institut de Tecnologia Aeronàutica).

### Estats Units
La prevalença de l'enginyeria militar als Estats Units es remunta a la Guerra d'Independència dels Estats Units quan els enginyers duien a terme tasques a l'exèrcit dels Estats Units. Durant la guerra, mapejaven el terreny i construïen fortificacions per protegir les tropes de les forces oposades. La primera organització d'enginyeria militar als Estats Units va ser el Cos d'Enginyers de l'Exèrcit. Els enginyers eren els responsables de protegir les tropes militars, ja sigui utilitzant fortificacions o dissenyant noves tecnologies i armament al llarg de la història de la guerra dels Estats Units. Originalment, l'exèrcit reclamava exclusivament enginyers, però a mesura que les branques militars dels Estats Units es van expandir cap al mar i el cel, la necessitat de sectes d'enginyeria militar a totes les branques va augmentar. A mesura que cada branca de l'exèrcit dels Estats Units es va expandir, la tecnologia s'adaptava a les seves respectives necessitats.
- Cos d'enginyers de l'exèrcit dels Estats Units
- Agència de Suport d'Enginyers Civils de la Força Aèria, Enginyers d'Esquadró de Reparació Operativa Pesant desplegables d'Enginyers Ràpids (RED HORSE) i Força d'Emergència d'Enginyers de Base Principal (Prime BEEF)
- De l'Armada dels Estats Units, el Cos del Batalló de Construcció (més conegut com a Seabees) i Cos d'enginyers civils
- Batallons d'Enginyers de Combat del Cos de Marines dels Estats Units

### Altres nacions
- Departament de les Tropes d'Enginyers de les Forces Armades d'Armènia
- Royal Australian Engineers i els Enginyers d'Aeròdrom de la Força Aèria Reial Australiana
- Cos d'Enginyers i Serveis d'Enginyers Militars (MES), Exèrcit de Bangla Desh
- Enginyers militars canadencs
- El cos d'enginyeria militar danès està gairebé totalment organitzat en un regiment, simplement anomenat "Ingeniørregimentet" ("El regiment d'enginyeria").
- Pioniertruppe (Bundeswehr) (de)
- Braç d'enginyeria, inclòs el Cos de Bombers de París
- Cos d'enginyers de l'exèrcit indi
- Cos d'enginyers de l'exèrcit d'Indonèsia
- Cos d'enginyers de l'exèrcit irlandès
- Cos d'Enginyeria de Combat de les Forces de Defensa d'Israel
- Regiment d'Enginyers (Namíbia)
- Cors of Royal New Zealand Engineers
- Ingeniørbataljonen ("El Batalló d'Enginyers")
- Rejimen Askar Jurutera DiRaja ("Regiment d'Enginyers Reials")
- Cos d'Enginyers de l'Exèrcit del Pakistan i el Servei d'Enginyeria Militar
- 10a Brigada d'Enginyers
- Formació d'enginyers de l'exèrcit sud-africà
- Enginyers de Sri Lanka i el Regiment de Serveis d'Enginyer
- La Le Quy Don Technical University és el principal establiment d'entrenament del Cos d'Enginyers de l'exèrcit vietnamita.